# رکن‌آباد (شیراز)
رکن‌آباد یکی از منابع آب شهر شیراز می‌باشد که به‌سال ۳۳۸ هجری و به‌دست رکن‌الدوله دیلمی ایجاد شده‌است. آب این منبع روستای «اکبرآباد» و نیز محله‌های «چهل‌تنان»، «حافظیه» و «هفت‌تنان» را آبیاری می‌نماید. رکن‌آباد در پنج کیلومتری شمال شیراز قرار گرفته‌است.
ارتفاع از سطح دریا در این منطقه ۱۷۴۳متر است و منطقه‌ای بسیار خوش آب و هوا با آب تمیز و گوارا می‌باشد.